# 馬自達T2000
馬自達T2000是1962年至1974年間由日本馬自達汽車公司（當時稱為東洋工業）製造發售的商用三輪卡車，其兄弟車為共通設計的T1500。雖然統稱為T2000，但販售期間曾歷經許多次大改款，請參見以下詳述。

## 概要與歷史
1956年秋天該公司推出開發代號為CMTB型的馬自達T1000三輪卡車，載貨平台可分為七尺與八尺兩種。動力來源為一具1,005c.c.氣冷式V型二缸OHV引擎，最大馬力為31.5ps。
翌年秋天進行大改款，原廠開發代號MRA型改成圓形方向盤與密閉的鋼製車廂，並稍後推出歷經改良的MRB型。1959年改搭載最大馬力46ps的1,139c.c.水冷式OHV直列四缸TA型引擎，改稱馬自達T1100，載貨平台一律改為八尺。
1962年受到K360及T600改款的影響，引擎改為1,985c.c.水冷式OHV直列四缸VA型引擎，最高時速誇稱可達100km/hr。該款車持續生產到1970年代前葉，目前日本境內仍存在不少的數量。

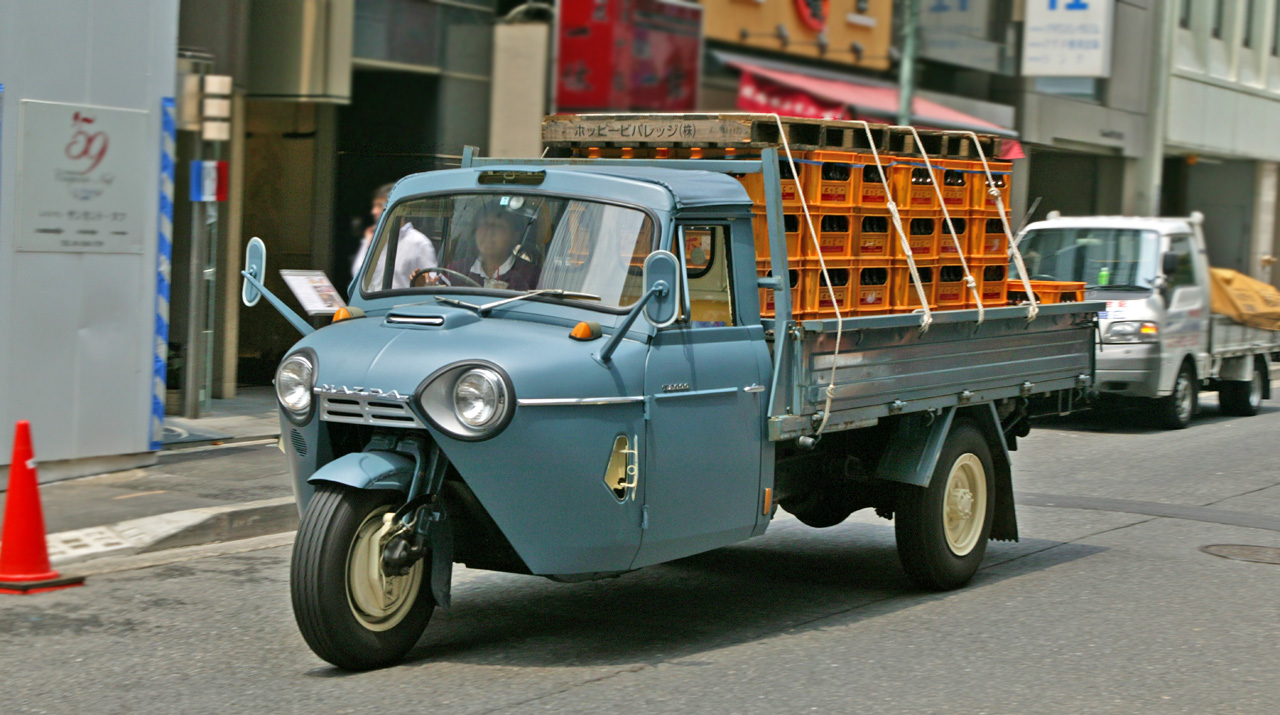
行駛於現代馬路上的馬自達T2000
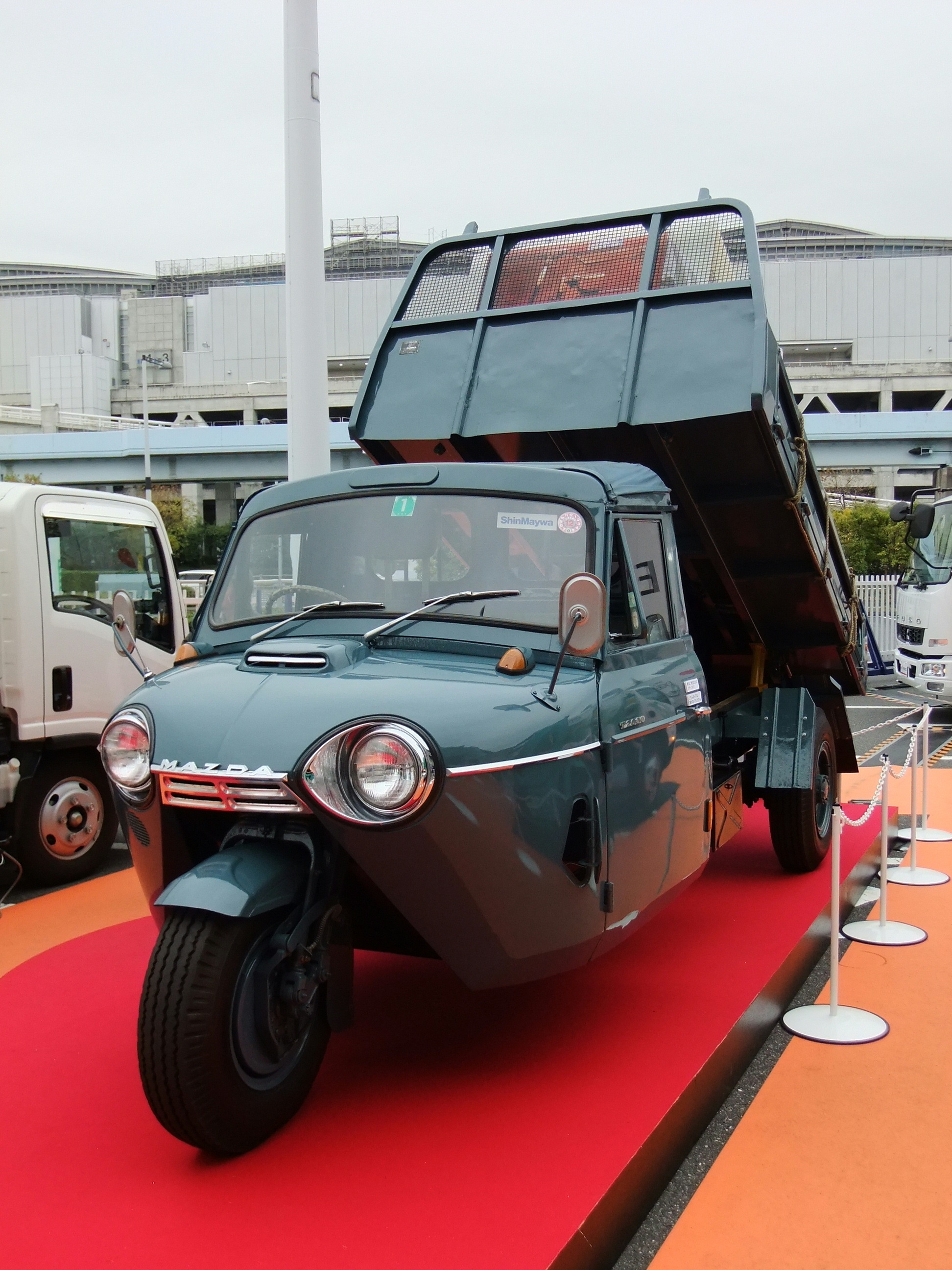
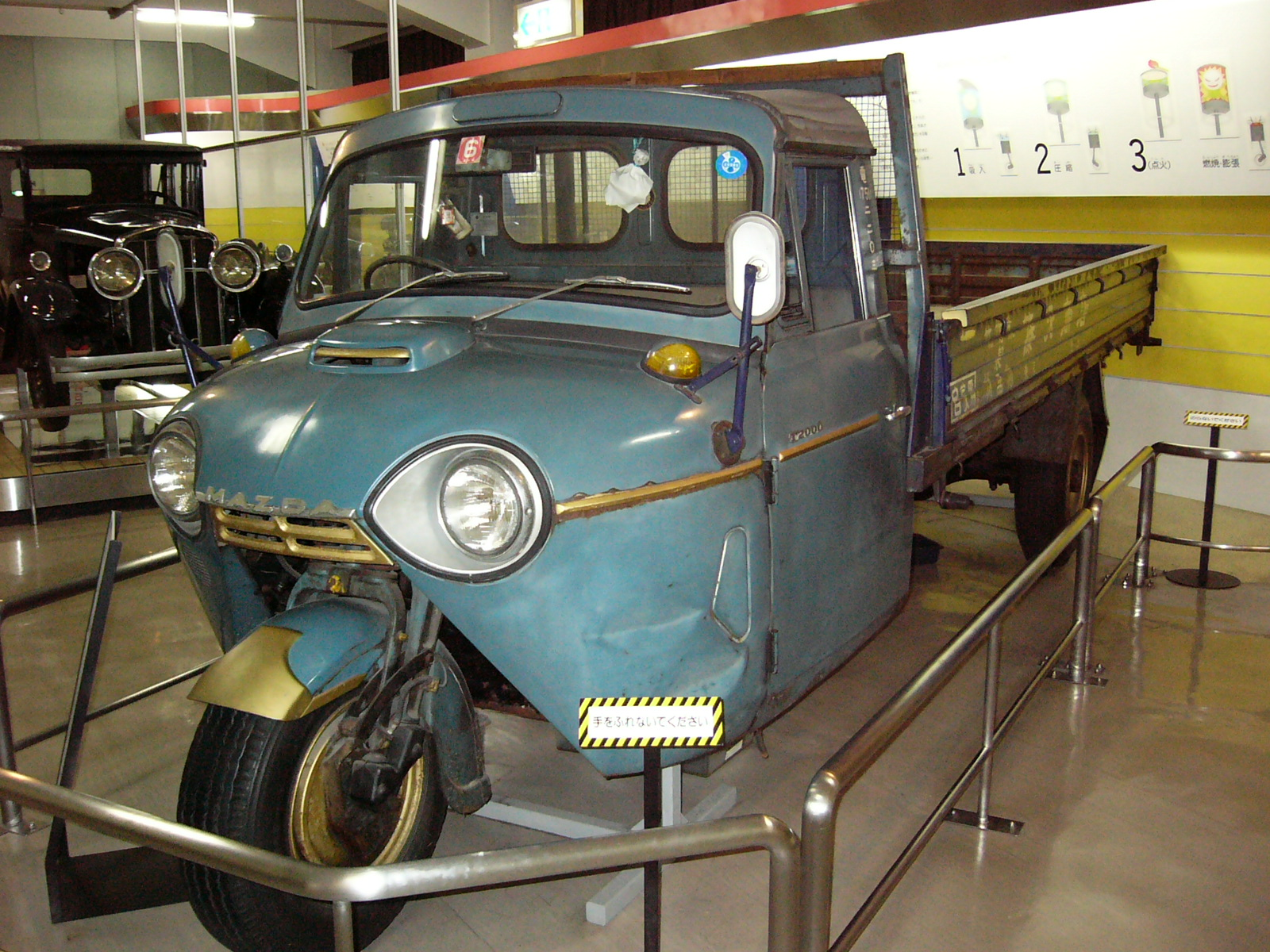
東京交通博物館展示的T2000

## 外部連結
- （日語）MAZDA T2000 （TVA32S） （页面存档备份，存于）